# SPAF
SPAF är akronym för Svenska Privat- och Affärsflygföreningen, som bildades 1962 för att tillvarata allmänflygets intressen. Förebild var amerikanska Aircraft Owners and Pilots Association, AOPA.
Numera heter föreningen Svenska Allmänflygföreningen SPAF (eller bara Svenska Allmänflygföreningen) på svenska och AOPA-Sweden på engelska.